# Emma Clara Amalia Berlin
Emma Clara Amalia Berlin, född 20 april 1840, död 17 januari 1913 i Kairo, var en svensk konstnär.
Hon var dotter till kyrkoherden i Balkåkra Christian Gissel Berlin och Anna Katarina Nordström. Berlin medverkade i utställningar med Konstföreningen för södra Sverige. Hennes konst består huvudsakligen av blomsterstilleben.